# Bränna
Bränna is een plaats in de gemeente Mellerud in het landschap Dalsland en de provincie Västra Götalands län in Zweden. De plaats heeft 228 inwoners (2005) en een oppervlakte van 59 hectare.